# Bodegó amb tetera
Bodegó amb tetera o Natura morta amb tetera (Nature morte avec pot de thé en francès) és una pintura a l'oli realitzada per l'artista francès Paul Cézanne (19 de gener de 1839 – 22 d'octubre de 1906) entre 1902 i 1906.
El tema de la pintura és una taula drapada sobre la qual es troben fruites i diferents objectes de la vaixella. El quadre va ser adquirit pel Museu Nacional de Gal·les el 1952. Actualment es troba en el Museu i Galeria Nacional de Cardiff.

## Origen
Cézanne va començar a concentrar-se en la pintura de natures mortes a partir de 1870, possiblement inspirada en la col·lecció de composicions de natura morta de Jean-Baptiste-Siméon Chardin que van ser adquirides pel Louvre el 1869. A més de Chardin, Cézanne va ser influenciat pels espanyols i holandesos, artistes del gènere.
El fruit era el motiu central de bona part de l'obra morta de Cézanne i, en les seves pintures anteriors, sovint posaria la fruita per separat. A la dècada de 1880 va canviar l'estructura de les seves composicions i la seva aproximació al tema, desenvolupant contrapunts més elaborats entre forma, color i textures.
Bodegó amb tetera va ser pintada cap al final de la vida de Cézanne, entre 1902 i 1906, al seu estudi d'Aix-en-Provence, on encara sobreviu la taula sobre la qual organitzava els objectes. Es mostra un drap sobre la taula amb els plecs acuradament elaborats. Al drap hi ha un bol de sucre i un plat sobre el qual s'han col·locat quatre fruites. En una secció descoberta de la taula, a la dreta del quadre, reposa una tetera, un ganivet i dos fruits més. Els colors forts dels vasos, la fruita i la tela es posen en un fons de color verd i gris rentat. Al seu llibre de 2005, Color and Light, Ann Sumner descriu la fruita com a préssec, tot i que el 1962, el crític d'art David Sylvester va afirmar: "...no sabem realment si són pomes, taronges, albercocs i no ens importa. El que sabem mentre el mirem, ho sabem físicament en els nostres cossos, és la sensació de tenir la forma d'una esfera, una forma perfectament compacta..."
Cézanne canviaria de posició en pintar les seves posteriors natures mortes per concentrar-se individualment en cada objecte, cosa que va fer que la perspectiva del seu treball canviés lleugerament. Això es pot veure a la Natura morta amb tetera en què la taula sembla doblegar-se i les potes no es corresponen amb l'angle d'aquesta.

## Història
Cap al 1920, Bodegó amb tetera havia entrat a la propietat de la firma d'art de Bernheim-Jeune amb seu a París. Va ser comprada el 1920 per la filantropa gal·lesa Gwendoline Davies per un import de 2.000 £. Quan Davies va morir el 1952, va llegar la seva col·lecció d'obres d'art al Museu Nacional de Gal·les, entre elles, Bodegó amb tetera. El Museu la descriu com una de les seves millors adquisicions.
El 1961 l'obra es va enviar en préstec a una exposició a França. Durant l'exposició, es va robar i la companyia d'assegurances va pagar 60.000 £ per la seva pèrdua. El museu inicialment va col·locar els diners en un fons hipotecari de la Corporació Cardiff, però van ser obligats a retornar els costos quan la pintura va ser recuperada per la policia i va tornar a Cardiff. A partir del 2019 es podrà veure al Museu i Galeria Nacional de Cardiff a la galeria 16.

## Estil
Paul Cézanne va ser un pintor francès, un dels principals pares de l'impressionisme. Segons molts col·leccionistes, amb Cézanne va començar "tot", referint-se a l'inici de moviments rupturistes que mig segle després confluirien en el modernisme.
Els quadres de Cézanne són considerats com a iniciadors de l'art pictòric modern. Les seves obres, apreciades de manera pòstuma, exhibeixen formes i colors impensables per al seu temps. Sempre va lluitar per simplificar les formes i experimentar amb les maneres de percebre l'espai, per això les perspectives i proporcions de les seves obres resulten a vegades, molt peculiars. Va realitzar centenars de naturaleses mortes i va pintar centenars de vegades els mateixos objectes que tenia en el seu estudi, però en cada quadre són absolutament diferents, amb un nova exploració de les formes i les seves relacions.
Cézanne pintava les coses des de dues perspectives diferents: una al nivell dels ulls, una altra des de més amunt. Pintava meticulosament, trigava dies, i cada dia movia el cavallet i pintava les coses des d'un altre punt de vista. Afirmava que un artista ha de centrar-se abans de res en la geometria: les coses són cilindres, cons, prismes, esferes…
El pintor utilitza el color magistralment, combinant-lo com un veritable clàssic: càlids en les fruites, freds envoltant-les, i així li dona solidesa a les coses. Les seves composicions construïdes en la seva majoria per taques de colors encaixades les unes amb les altres, confereixen als quadres un aspecte humit, fantàstic i "mancat de definició".